# ローニン (DCコミックス)
『ローニン』（原題: Ronin）は1983年から翌年にかけて米国のDCコミックスからコミックブック形式で刊行された全6号のリミテッドシリーズ。原作・作画はフランク・ミラー、彩色はリン・ヴァーリーによる。ディストピア化した近未来のニューヨークに蘇った封建時代日本の浪人が主人公となる。ミラー作品の中でも作画と物語様式の両面において日本漫画やバンド・デシネからの影響が顕著なものの一つである。2022年現在日本語版はない。

## あらすじ
封建期の日本において、アガットという名の妖魔に主君を殺された侍（名は明かされない）は復讐を挑み、自身の魂もろともアガットを封魔の刀に封じ込めた。
舞台は近未来に移る。この時代のニューヨークは社会秩序が崩壊して不法占拠者が横行する無法地帯となっていた。遺伝子疾患によって四肢を持たずに生まれたビリー・チャラスは、画期的なバイオ回路技術を有するアクエリアス社によってサイキックの素質を見出され、中枢人工知能ヴァルゴの下で能力の開発と人工肢の試験に当たっていた。しかしいつからか浪人や妖魔の夢に悩まされるようになる。そんなときアガット本人が現実にアクエリアス社を襲撃してくる。辛うじて逃れたビリーの姿は浪人そのものに変貌していた。浪人はニューヨークの街路を彷徨し、暴力と人種抗争の渦中で剣技を振るう。
アクエリアスの保安局長を務める女性ケイシー・マッケナはビリーが亡霊に憑依されたと聞かされ、確保するよう命令を受ける。ケイシーと浪人は戦闘を繰り広げるうちに肩を並べて戦う成り行きとなり、危機を切り抜けると導かれるように愛し合う。ケイシーはいつしか女武者の姿となり、襲ってきた妖魔と刃を交えてゆく。しかし妖魔の正体はヴァルゴが送り込んだ戦闘用バイオロボットだったことが明らかになる。ヴァルゴによって重圧をかけられた浪人はテレキネシスを暴走させ、力を使い果たして捕獲される。

## 登場人物
ビリー・チャラス (Billy Challas)
四肢を持たずに生まれた男性。精神遅滞も見られる。強いサイキック能力を持つが、幼少期のトラウマによって無意識に潜在力を封じ込めている。ケイシーに恋心を抱いている。
ケイシー・マッケナ (Casey McKenna)
強く美しく公正な黒人女性。夫ピーター、タガートとともにアクエリアス社を設立し、保安局長として辣腕を振るう。
ピーター・マッケナ (Peter McKenna)
白人男性。革新的なバイオ回路を開発した技術者でケイシーの夫。タガートの変心に疑念を抱き、真相にたどり着く。
タガート (Taggart)
アクエリアス社長。バイオ回路技術で地球の諸問題を平和的に解決する理想を抱いていたが、アガットに殺されて成り代わられる。
ヴァルゴ (Virgo)
アクエリアス社の中枢を占めるAI。自己増殖機能を持つバイオ回路で構成されており、人間の制御が及んでいない。ビリーに対して庇護的な母親のようにふるまう。
浪人
封建期日本でオザキ (Ozaki) 家に仕える武士だった。謹厳実直な性格。近未来に蘇ってからは超然として謎めいた行動を取る。
アガット (Agat)
変化の術に長けた残忍な妖魔。

## 制作背景

### 着想
『ローニン』の構想が生まれたのはフランク・ミラーがマーベル・コミックスの『デアデビル』誌を執筆する中でカンフー映画、武術、日本の時代劇漫画、武士道について調べていたときだった。着想の一つとなった作品は小池一夫と小島剛夕による日本漫画『子連れ狼』である。同作が英訳される数年前のことであり、内容は絵だけで推測するしかなかった。
武士文化の中で私が一番惹かれたのは浪人だった。仕える相手のいない侍、名誉を失った戦士。… この作品はひとえに我々現代人が浪人だという思いから生まれた。我々は宙ぶらりんのような状態にある。私が知っている人々、街で見かける人々は、自分自身より大きな信じるべき何かを持っているように思えない。祖国愛、宗教、そういったもの⸺どれも我々にとって意味を失っている。—フランク・ミラー（1983年）

### 刊行の経緯
当時のマーベル・コミックス編集長ジム・シューターによると、『ローニン』はもともとミラーがクリエイター・オウンド作品（出版社ではなく実作者が著作権を保有する作品）としてマーベルに持ち込んできた企画だった。マーベルでそのような出版モデルは新しい試みだったが、シューターも乗り気になった。
しかしそのころ、ミラーのマーベルでの先鋭的な作品に関心を持ったDCコミックス発行者ジェネット・カーンがどんな作品を書きたいか教えて欲しい。どんなに型破りでも、これまで前例がなくても構わないとアプローチしてミラーの心をつかんだ。ミラーは著作権を保持することを譲らず、本作はクリエイター・オウンド作品として世に出ることになった。これはカーンによると、その後コミック出版社とクリエイターの力関係が変化するのに影響があった。一般のヒーローコミックと異なり、独立した世界が舞台の完結したストーリーとして構想されていた点も画期的だった。ミラーはまたDCに光沢紙の使用、手塗りでの着彩、広告ページの廃止を要求した。米国コミック界は新聞用紙が標準だったところにフランスの『メタル・ユルラン』の影響で光沢紙が取り入れられ始めたばかりの時期であり、本作の出版はDCにとって技術的にも新しい挑戦となった。
『ローニン』は1983年7月から翌年8月にかけてDCによって全6号、各号48ページのミニシリーズとして刊行された。初刊時から評価は高く、ミラーの代表作の一つとなった。

### 制作
ミラーは作画も兼任していたが、コマごとの完全なスクリプト（脚本）を書いてから作画作業にかかった。ただし途中でストーリーに変更を加えることもあった。第1号の結末はその一例で、ミラーによるとスクリプトでは浪人と妖魔が軽く戦うだけだったが、物語の中盤で高めた緊張を解放させる必要を感じたため大爆発が起きる展開にしたという。
着彩（カラーリスト）のリン・ヴァーリーとミラーは本作のために同居して制作を進め、後に結婚した（2005年に離婚）。

## 作風
1980年前後に地味なシリーズだった『デアデビル』を手掛け、歯切れのよいセリフと斬新で映画的な作画によって脚光を浴びたミラーが、80年代の古典作『バットマン: ダークナイト・リターンズ（DKR）』に至るためのスプリングボードとなった作品である。批評家のショーン・ウィツケは、DCの後ろ盾を得たミラーが本作で自由に創作上の実験を行い、ストーリーテラー・作画家・原作者として大きく飛躍することになったと書いている。ページを4×4に細かく分割して人物の仕草やディテールにクローズアップする特徴的なコマ割りは本作で初めて導入され、『DKR』に受け継がれた。画風の面でも『デアデビル』で見せたダイナミックなデザインセンスに抽象的なタッチが加わる過渡期にあたり、フランスのバンド・デシネ作家メビウスからの影響が見られる。大胆な人体描写と木版画のような質感には『子連れ狼』（小島剛夕画）の影響がうかがえる。『DKR』でもコンビを組むことになるリン・ヴァ―リーの着彩も当時の一般のコミックとは異なる洗練されたものだった。ヒラリー・ゴールドスタインは2012年にミラーの中で最大の傑作だとか衝撃作だとはとても言えないが、一読の価値はある。とにかく野心作だし、成長途上の作家だと思えばなおさらだと評している。

## 社会的評価
アメリカのメインストリーム・コミックで初のサイバーパンク作品とされることがあり、同分野を確立したSF小説『ニューロマンサー』（ウィリアム・ギブスン作、1984年）よりも先に、サイバネティクス・人工知能・バイオテクノロジーといった先端技術や大企業文化批判を扱っている。1980年代にDCコミックスが進めた大人向け路線の先駆けとなった作品でもある。
本作は後世の作品のいくつかに影響を与えている。1984年に刊行されて世界的なヒットとなったコミックシリーズ『ティーンエイジ・ミュータント・ニンジャ・タートルズ』は忍者が流行していた当時のコミックのパロディとして始まったもので、パロディ対象の筆頭が『デアデビル』や『ローニン』のようなミラー作品だった。アニメーション監督ゲンディ・タルタコフスキーは自身のテレビシリーズ『サムライジャック』（2001年）への影響が大きかった作品の一つに本作を挙げている。ウェブメディアCBRはビデオゲーム『サイバーパンク2077』（2020年）に本作の影響を指摘している。

## 単行本
コミックブックシリーズの完結後に全1巻の単行本が刊行されており、いくつかの版がある。
- Ronin（302ページ）
  - 1987年9月、DCコミックス、ISBN 0-446-38674-X
  - 1995年3月、DCコミックス、ISBN 0-930289-21-8
- Absolute Ronin（328ページ）
  - 2008年10月、DCコミックス、ISBN 1-4012-1908-X
  - 2008年11月、タイタンブックス、ISBN 1-84576-959-7
- Ronin Deluxe Edition（336ページ）
  - 2014年10月、DCコミックス、ISBN 1401248950

## 続編
ミラーが設立した出版社フランク・ミラー・プレゼンツ (FMP) は、最初のタイトルとして本作の続編 Ronin Book Two を2022年11月から刊行予定である。ミラーがストーリーとレイアウト、フィリップ・タンとダニエル・ヘンリケが作画を担当する。内容は本編の後日談で、浪人の子を産んだケイシー・マッケナが主人公となる。

## メディア展開
ニュー・ライン・シネマは1998年に映画監督ダーレン・アロノフスキーと契約して本作の映画化を試みた。2007年には『300 〈スリーハンドレッド〉』を製作したジャンニ・ヌナリがシルヴェイン・ホワイトを監督に迎えて映画化にあたっていることが報じられた。2014年4月、ワーナーとDCによる実写版ミニシリーズが米国のケーブルテレビ・ネットワークSyfyから放映される企画があることが報道された。